# 川柳少女
『川柳少女』（せんりゅうしょうじょ）は、五十嵐正邦による日本の少年漫画。『週刊少年マガジン』（講談社）において、2016年10月19日発売の47号から2020年4月22日発売の21号まで連載された。
本作は川柳を題材としたラブコメディであり、話数も「第○句」という表記になっている。物語は基本的に4コマ漫画形式で描かれるが、各話の最後は大ゴマを使った絵で締められる。

## あらすじ
本作の主人公・雪白七々子は、短冊に川柳を書くことで自分の意思を伝える少女である。中学3年生のクリスマス、七々子は川柳の句会に参加し、同い年の元ヤンキー・毒島エイジと出会う。そしてエイジの優しさに触れ、彼に好意を抱く。
その後、七々子とエイジは同じ高校に合格し、文芸部に入部する。そして、文芸部の部長・片桐アマネ、エイジの姉貴分・大月琴、美術部員・矢工部キノ、占い師・花買タオと行動を共にするようになる。

## 登場人物
声の項はテレビアニメにおける声優。
雪白 七々子（ゆきしろ ななこ）
声 - 花澤香菜
本作の主人公。誕生日は7月7日。柄井高校の1年生。部活動は文芸部。15歳。小学校ではバドミントン部所属。15年間彼氏はいない。普段から化粧はしておらず、ノーメイクで化粧道具も持っていない。猫舌。苦手なものは玉ねぎと紅しょうが。辛いものを食べるのが得意。
口下手で、伝えたいことがあるときは短冊に川柳を書いている（ふきだしを使わず、台詞は背景に表示されるという漫画的表現がなされている）五七五で喋るようになったきっかけは、川柳教室で出会ったエイジにアドバイスをもらったため。
やや天然なところがある美少女で、男子生徒から密かに人気を集めているが、本人は中学生時代に出会ったエイジに恋をしており、彼に積極的にアプローチしている。また、見た目に似合わず健啖家である。
また隠れ巨乳であり、エイジとスポッチョに行った際に『着痩せするタイプ』であることが明かされた。
アニメ版では、七々子の台詞は「口は動かずに声だけ流す」といった演出がなされている。また、原作では背景に台詞が表示されるのみだったシーンでも、モノローグ以外は必ず「短冊に川柳を書く」描写がなされている。
将来の夢は保育士。
卒業後は大学院に行くとのこと。
毒島 エイジ（ぶすじま エイジ）
声 - 畠中祐
柄井高校の1年生。七々子の同級生。部活動は文芸部。15歳。中学時代は西中の悪魔と恐れられていた。不良になったきっかけは、目付きの悪さで頻繁に絡まれていたため目付きは父親譲り。口癖は「シャバイ」。七々子には「エイちゃん」と呼ばれるようになった。私服は持っていない。大好物は辛いもの。
七々子の隣の中学校の出身。強面のため中学時代はよく喧嘩を申し込まれていたが、ある日、喧嘩相手に言い放ったセリフ（拳より 笑顔を交わす 日々であれ）が偶然五・七・五のリズムだったことをきっかけに川柳を詠むようになる。外見に反して心は優しいが、一方でデリカシーに欠ける一面もある。
妹のことを溺愛しており、また妹からも慕われている。
3年生になった際には、文芸部の部長になっている。
片桐 アマネ（かたぎり アマネ）
声 - 矢作紗友里
柄井高校の2年生で、文芸部の部長。17歳。スリーサイズは85・59ちょっと・82。好きなものは学食のオムライス。
「北金まりあ」のペンネームで小説家としても活動している。なお、本人は七々子やエイジに内緒にしているが、当の七々子達は既に知っている。ゴシップ好き。
他人の恋愛を観察することが好きで、観察する際にはサングラスをかける。周囲の言動によくツッコミを入れるが、一方でアマネ自身もしばしば残念な言動を見せる。円（まどか）という姉がいる。
彼氏に対する願望が強く、神社のお守りを大量に購入したり、祭りの福引きでプレステを当てた際に『プレステじゃなくて彼氏が欲しい』発言をしたりしているが、ハナビ曰く『気立てはいいけど男運ないせいで将来苦労しそうな顔してる』とのこと。
将来の夢は売れっ子の小説家。
卒業しても文芸部の関係者からは部長と呼ばれている。
大月 琴（おおつき こと）
声 - 逢田梨香子
柄井高校の3年生。A組。エイジの幼馴染。エイジの姉貴分であり、彼からは「琴姉」と呼ばれる。部活動はアメリカ陸軍格闘術部。
グラマラスなスタイルで美人であり、しばしば性的に際どい言動をする。「琴姉」と呼ばれている理由は原作3巻のおまけ（アニメ版では第2話）で明かされており、最初は「琴お姉さん」と呼ばせる予定だったが色々あって「琴姉」になった。
英語の発音が良く、サクランボの茎を下で結べるほど。
将来の夢はキャビンアテンダント。
卒業後は翻訳家になっている。
矢工部 キノ（やこべ キノ）
声 - 久野美咲
柄井高校の1年生。A組。部活動は美術部。好きな飲み物はコーラ。
人前で表情を作るのが苦手であり、伝えたいことがあるときはスケッチブックに絵を描いている。また、一人っ子で姉の存在に憧れており、七々子のことを姉のように慕っている。
タオとは仲が良く、彼女からは『キノッティ』と呼ばれており、スランプに陥った際も、彼女に助けられて脱出した。
なお、アニメ版では声が付いているが本来はほぼ無音であり、第4話では七々子と話すシーンが一部実際の無音状態で進行している。
将来の夢は画家。
卒業後は、フランスの美術大学に進学しており、名の知れた画家になっている。スケッチブックで会話をしていたが、タブレット端末に変わっている。
花買 タオ（はなかい タオ）
声 - 上坂すみれ
柄井高校の1年生。A組。普段からマフラーをしている。
休日は占い師として活動している。自称『占い部部長』（部員がタオ1名のため、実際は同好会）。
胸の大きさを気にしてバストアップのため、マッサージや豆乳を飲んだりしている。母親のことはママと呼んでいる。
占いの腕は良いが、自分が行動する際も占いに頼りがち。また、占い師としてはミステリアスなイメージで売っており、そのイメージの維持に躍起になっている。ただし、休日には普通に牛丼屋や琴がバイトしているラーメン屋で食事をしていたり、時折可愛らしい一面見せたりすることが原因で、周囲にはあまりイメージが定着していない。キノとはクラスが同じで、親しい仲である。
将来の夢は売れっ子の占い師。
卒業後は、美人占い師として売れている。

### その他
明司 五町（あかし こまち）
柄井高校の1年生。D組。
エイジと同じ中学校の出身。エイジに好意を抱いている。文学少女。漫画好き。親知らずが生えている。
エイジの気を引くためにヤンキーのような振る舞いをしている。
髪は染めてはおらず、カツラ。
エイジと一緒にいる七々子のことを不良と勘違いしている。
将来の夢は図書館の司書。
卒業後は漫画の原作者になっている。
倉 阿佐子（くら あさこ）
柄井高校の新任教師。担当は国語。趣味はサバゲー。
とある事情から、文芸部の新しい顧問に就任する。面倒見がよく、人当たりもいいので、生徒から人気があるが、かなりのおっちょこちょい。
彼女の家ではエイジが食事をしたり、七々子達の年越し会も行ったりしている。なお酔うと笑い上戸になる。
運転免許を苦労して取得しており、仮免許の試験を80回落ちている。
咲良の姉。
藤丸 五央利（ふじまる いおり）
エイジの後輩。
倉 咲良（くら さくら）
阿佐子の妹。
雪白 吉彦（ゆきしろ よしひこ）
声 - 岩田光央
七々子の父。45歳。七々子を溺愛しており、彼氏ができたかもしれないと知るや、えずいている。
雪白 千冬（ゆきしろ ちふゆ）
声 - 國府田マリ子
七々子の母。
雪白 ヒロ（ゆきしろ ヒロ）
声 - 田村睦心
七々子の弟。
毒島 ハナビ（ぶすじま はなび）
声 - 原涼子
エイジの妹。誕生日は3月31日。
毒島 アキラ（ぶすじま アキラ）
声 - 吉野裕行
エイジの父。七々子が良い子過ぎて、ついつい口説いてしまっている。
毒島 一枝（ぶすじま ひとえ）
声 - 名塚佳織
エイジの母。夫よりも思想が過激。
アグー
声 - 山口愛
エイジのペットのウサギ。
天城 柊（あまぎ ひいらぎ）
天文部部長。

## 作風
本作は川柳でコミュニケーションを取る少女を主人公とした4コマ漫画であるが、この設定は、表現に制約を設けた方が面白いネタを作りやすいという作者の考えから生まれた。作中に登場する川柳については、事前に「面白そうなフレーズや五・七音の単語」をネタ帳にまとめておき、そのネタ帳を基に作者が自作しているという。
作者は、本作の芯は「七々子をカワイく描く」ことである、と述べている。七々子については透明感を強く意識しつつ、男性読者の理想像を目指して描いているといい、おたぽるのレビューでは、口下手で川柳でしか会話できないというキャラクターのため、エイジに積極的にアプローチしてもあざとさを感じさせず、むしろ奥ゆかしささえ感じさせると評されている。

## 書誌情報
- 五十嵐正邦 『川柳少女』 講談社〈講談社コミックス〉、全13巻
  1. 2017年4月17日第1刷発行（同日発売[講 1]）、ISBN 978-4-06-395885-0
  2. 2017年7月14日第1刷発行（同日発売[講 2]）、ISBN 978-4-06-510061-5
  3. 2017年10月17日第1刷発行（同日発売[講 3]）、ISBN 978-4-06-510309-8
  4. 2018年2月16日第1刷発行（同日発売[講 4]）、ISBN 978-4-06-510968-7
  5. 2018年6月15日第1刷発行（同日発売[講 5]）、ISBN 978-4-06-511619-7
  6. 2018年9月14日第1刷発行（同日発売[講 6]）、ISBN 978-4-06-512603-5
  7. 2018年12月17日第1刷発行（同日発売[講 7]）、ISBN 978-4-06-513485-6
  8. 2019年3月15日第1刷発行（同日発売[講 8]）、ISBN 978-4-06-514442-8
  9. 2019年6月17日第1刷発行（同日発売[講 9]）、ISBN 978-4-06-515310-9
  10. 2019年7月17日第1刷発行（同日発売[講 10]）、ISBN 978-4-06-515237-9
  11. 2019年10月17日第1刷発行（同日発売[講 11]）、ISBN 978-4-06-515691-9
  12. 2020年2月17日第1刷発行（同日発売[講 12]）、ISBN 978-4-06-518171-3
  13. 2020年6月17日第1刷発行（同日発売[講 13]）、ISBN 978-4-06-518850-7

## テレビアニメ
2019年4月より6月までMBS『アニメイズム』B1枠ほかにて放送された。SILVER LINK.の子会社であるCONNECTにとって初の単独元請作品となる。原作第9、10、11巻の特装版に、専用アプリ「PlayPic」でテレビアニメ映像を各4話ずつ視聴できるQRコードが付属する。ストーリーの大まかな流れは原作をなぞりつつ、原作では出番のないエピソードに琴、キノ、タオが登場する、第六句をはじめ原作では独立していたエピソード同士を複合し1つのエピソードとして成立させるといった改変がなされている。

### スタッフ
- 原作 - 五十嵐正邦[6]
- 企画 - 村中悠介
- 監督・シリーズ構成・脚本 - 神保昌登[6]
- キャラクターデザイン - 橋本真希[6]
- 色彩設計 - 岡亮子[82]
- 美術監督 - 高橋忍[82]
- 撮影監督 - 佐藤敦[82]
- 編集 - 近藤勇二[82]
- 音響監督 - 土屋雅紀[82]
- 音響制作 - grooove[82]
- 音楽 - 立山秋航[82]
- 音楽制作 - DMM pictures
- 音楽プロデューサー - 藤江将希、三上政高
- プロデューサー - 篠田里奈、古川慎、川添千世、亀井博司
- アニメーションプロデューサー - 中川二郎
- アニメーション制作 - CONNECT[6]
- 製作 - 川柳少女製作委員会

### 主題歌
「コトノハノオモイ」
井上苑子によるオープニングテーマ。作詞・作曲は井上と中村瑛彦、編曲は中村瑛彦。
「ORDINARY LOVE」
逢田梨香子によるエンディングテーマ。作詞はSatomi、作曲は青木康平、編曲は田中隼人。

### 各話リスト
| 話数     | サブタイトル             | 絵コンテ   | 演出       | 作画監督         | 総作画監督        |
| -------- | ------------------------ | ---------- | ---------- | ---------------- | ----------------- |
| 第一句   | 五七五系女子             | 神保昌登   | 神保昌登   | 川添亜希子       | 橋本真希          |
| 第二句   | 七々子のダイエット       | 藤木かほる | 藤木かほる | 藤木かほる       | 橋本真希          |
| 第三句   | 遊園地に行こう           | 堀内勇治   | 堀内勇治   | 藤井文乃         | 橋本真希          |
| 第四句   | キャンバス少女           | 新谷研人   | 新谷研人   | 原友樹 富田佳亨  | 橋本真希          |
| 第五句   | 占い少女                 | 一居一平   | 一居一平   | 一居一平         | 橋本真希          |
| 第六句   | 七々子の反抗期           | 高橋賢     | 高橋賢     | 高橋賢           | -                 |
| 第七句   | 七々子と雨の七不思議     | 相澤伽月   | 神保昌登   | 森悦史           | 橋本真希          |
| 第八句   | 七々子が水着に着替えたら | 堀内勇治   | 堀内勇治   | 川添亜希子       | 山本亮友          |
| 第九句   | エイジと七々子のお父さん | 髙木啓明   | 髙木啓明   | 髙木啓明         | 山本亮友          |
| 第十句   | 七々子と蛍と肝試し       | 新谷研人   | 新谷研人   | 楊彤琤 陸丰 黄鳳 | 山本亮友          |
| 第十一句 | あなたと花火を           | 藤木かほる | 藤木かほる | 藤木かほる       | 橋本真希          |
| 第十二句 | 七々子とエイジ           | 神保昌登   | 神保昌登   | 森悦史           | 橋本真希 山本亮友 |

### 放送局
| 放送期間 | 放送時間                     | 放送局     | 対象地域   | 備考                      |
| --- | ---------------------------- | ---------- | ---------- | ------------------------- |
| 2019年4月6日 - 6月22日                                                                                        | 土曜 1:55 - 2:10（金曜深夜） | 毎日放送   | 近畿広域圏 | 製作局                    |
| |                              | TBSテレビ  | 関東広域圏 |                           |
| 2019年4月7日 - 6月23日                                                                                        | 日曜 1:00 - 1:15（土曜深夜） | BS-TBS     | 日本全域   | BS/BS4K放送               |
| 2019年4月8日 - 6月24日                                                                                        | 月曜 23:00 - 23:15           | AT-X       | 日本全域   | CS放送 / リピート放送あり |
| 2019年4月19日 - 7月5日                                                                                        | 金曜 1:36 - 1:51（木曜深夜） | あいテレビ | 愛媛県     |                           |
| 毎日放送、TBSテレビ、BS-TBSでは『アニメイズム』B1枠で、全局『みだらな青ちゃんは勉強ができない』とセット放送。 |                              |            |            |                           |

| 配信期間                | 配信時間                                              | 配信サイト |
| ----------------------- | ----------------------------------------------------- | --- |
| 2019年4月6日 - 6月22日  | 土曜 12:00 更新                                       | dアニメストア |
| 2019年4月7日 - 6月23日  | 日曜 12:00 更新                                       | Netflix AbemaTV U-NEXT アニメ放題 FOD ひかりTV あにてれ DMM.com ニコニコチャンネル Amazonプライム・ビデオ ビデオマーケット music.jp Rakuten TV MBS動画イズム |
|                         | 日曜 12:00 更新（第1話） 水曜 12:00 更新（第2話以降） | TVer |
| 2019年4月10日 - 6月26日 | 水曜 12:00 更新                                       | GYAO! |
| 2019年4月24日 -         |                                                       | GYAO!ストア |

| 毎日放送 アニメイズム B1 | 毎日放送 アニメイズム B1                    | 毎日放送 アニメイズム B1 |
| 前番組                   | 番組名                                      | 次番組                   |
| ------------------------ | ------------------------------------------- | ------------------------ |
| ドメスティックな彼女     | 川柳少女 / みだらな青ちゃんは勉強ができない | グランベルム             |